# Jehuda Amital

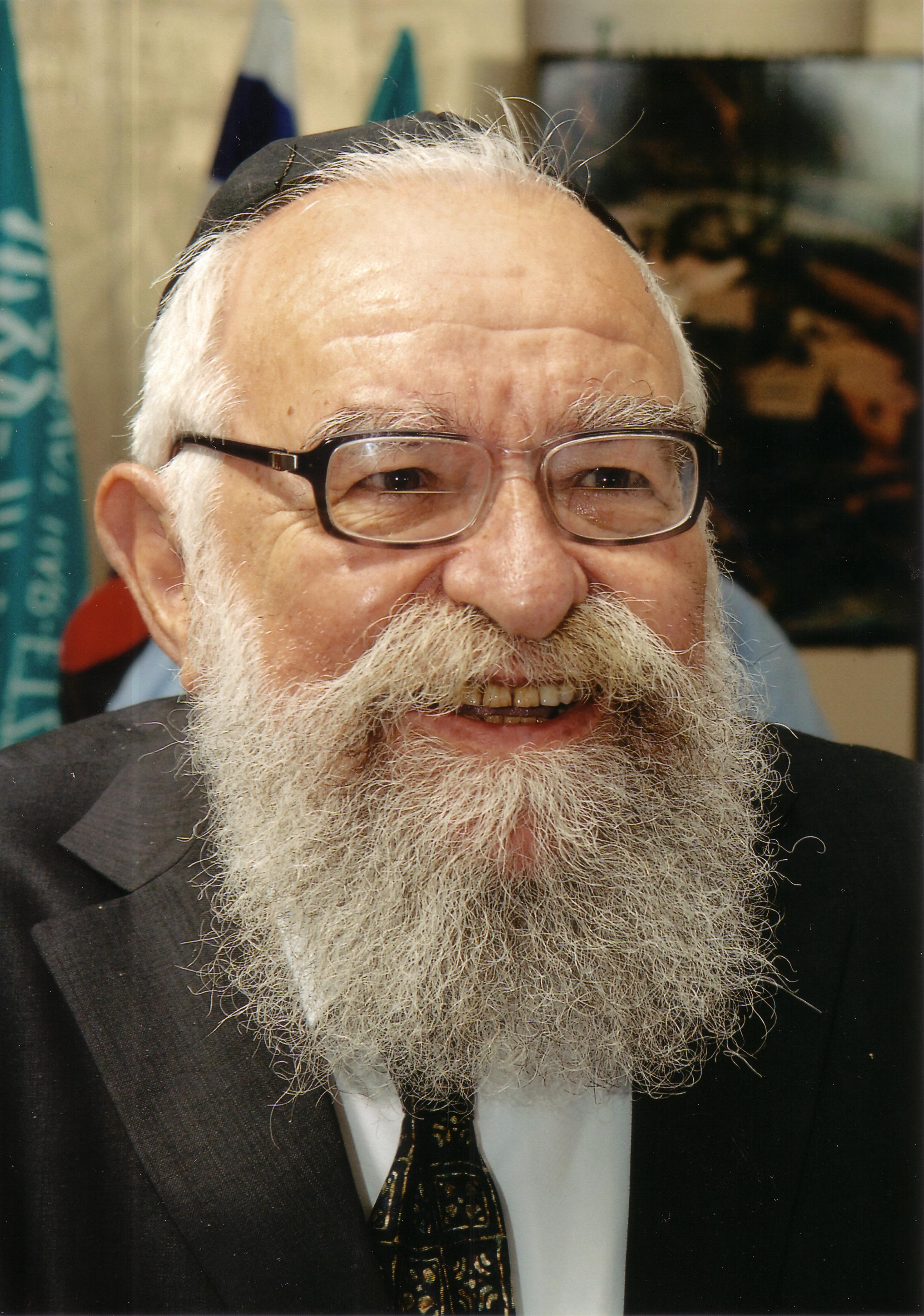
Rabbi Jehuda Amital (2007)

Jehuda Amital (hebräisch יהודה עמיטל ; geboren als Jehuda Klein; * 31. Oktober 1924 in Oradea, Rumänien; † 8. Juli 2010 in Jerusalem) war ein israelischer orthodoxer Rabbiner und Politiker.

## Biografie
Amital wanderte 1940 im Alter von knapp 16 Jahren kurz nach dem Beginn des Zweiten Weltkrieges aus Rumänien aus. Er kam 1944 nach Palästina. Während des Palästinakrieges 1948 trat er in die Israelischen Streitkräfte ein und diente als Soldat in der 7. Brigade. Später wurde er Rabbiner und vertrat dabei einen moderaten religiösen Zionismus.
1988 war er Gründer und bis zu seinem Tode auch Vorsitzender der Meimad, einer linksgerichteten orthodox-religiösen Partei. Zugleich war er Leiter der 1968 gegründeten Jeschivat Har Etzion, eines gemeinsamen Programms von Armee und Jeschiwa im Westjordanland. Als solcher befürwortete er einen Landtausch mit den Palästinensern, um dadurch ein Friedensabkommen zu erreichen.
Am 22. November 1995 wurde er von Ministerpräsident Schimon Peres zum Minister ohne Geschäftsbereich in dessen Kabinett berufen. Dieses Amt bekleidete er bis zum 18. Juni 1996.
Obwohl die Meimad bei den Wahlen zur Knesset 2003 zusammen mit der Arbeitspartei 14,5 % der Stimmen errang, wurde Jehuda Amital selbst kein Mitglied der Knesset. Begraben wurde er auf dem Har HaMenuchot.